# Rouy-le-Petit Churchyard
Rouy-le-Petit Churchyard is een begraafplaats gelegen in de Franse plaats Rouy-le-Petit (Somme). De militaire graven worden onderhouden door de Commonwealth War Graves Commission.
De begraafplaats telt 2 geïdentificeerde Gemenebest graven uit de Eerste Wereldoorlog.